# Natasha Dupeyrón
Natasha Elizabeth Dupeyrón Estrada, znana jako Natasha Dupeyrón (ur. 3 czerwca 1991 w Meksyku) – meksykańska aktorka oraz piosenkarka.

## Wybrana filmografia
- 1995-1996: Maria z przedmieścia jako Perlita Ordóñez
- 1997: Esmeralda jako mała Esmeralda
- 1998: Krople miłości jako Loreta
- 1998: Angela jako María Molina
- 2009: Verano de amor jako Berenice Perea Olmos
- 2011-2013: Miss XV jako Natalia D'Acosta
- 2013: Qué pobres tan ricos jako Frida Ruiz-Palacios Romaglia

## Nagrody i nominacje

### Premios TVyNovelas
| Rok  | Kategoria                     | Telenowela           | Wynik     |
| ---- | ----------------------------- | -------------------- | --------- |
| 2015 | Najlepsza aktorka młodzieżowa | Qué pobres tan ricos | Nominacja |

### Kids Choice Awards México
| Rok  | Kategoria                     | Telenowela | Wynik   |
| ---- | ----------------------------- | ---------- | ------- |
| 2012 | Ulubiona aktorka drugoplanowa | Miss XV    | Wygrana |